# Vicia splendens
Vicia splendens är en ärtväxtart som beskrevs av Peter Hadland Davis. Vicia splendens ingår i släktet vickrar, och familjen ärtväxter. Inga underarter finns listade i Catalogue of Life.